# Sidi Lahcene
Sidi Lahcene (în arabă سيدي لحسن) este o comună din provincia Sidi Bel Abbès, Algeria.
Populația comunei este de 20.999 de locuitori (2008).